# Лурье, Дмитрий Ефимович
Дмитрий Ефимович Лурье́ (1921, Чериков, Гомельская губерния, РСФСР — 1993, Москва) — советский архитектор, специалист по проектированию общественных зданий.

## Биография
Родился 29 января 1921 года в городе Чериков (ныне Белоруссия). В начале Великой Отечественной войны в 1941 году, окончив три курса МАРХИ, ушёл на фронт. Сражался в партизанском отряде в Белоруссии. После войны, окончив МАРХИ в 1948 году, начал работать в институте «Моспроект» в мастерской И. Е. Рожина, затем в ЦНИИЭП жилища у Б. С. Мезенцева. Участник архитектурных конкурсов.
В 1987 году вышел на пенсию. Жил в Москве по адресу: улица Фонвизина, 8. Умер в Москве в 1993 году.

## Избранные проекты и постройки
- Дворец культуры и науки в Варшаве (1952—1955, соавтор)[1][2]
- Плавательный бассейн в Лужниках (1956, соавтор)[1][2]
- Институт мировой экономики и международных отношений РАН в Москве (1960)[1][2]
- Дворец бракосочетания в Улан-Баторе (1963)[1][2]
- Омский государственный музыкальный театр (1981, соавтор)[1]
- Музыкальный театр в Иркутске (1989, соавтор)[1]
- Ялтинский государственный цирк[1]
- Санаторий в Крюково[1]

## Награды
- Орден Отечественной войны II степени (1985)[4]
- Медаль «За победу над Германией в Великой Отечественной войне 1941—1945 гг.» (1945)[4]